# Chè bánh lọt

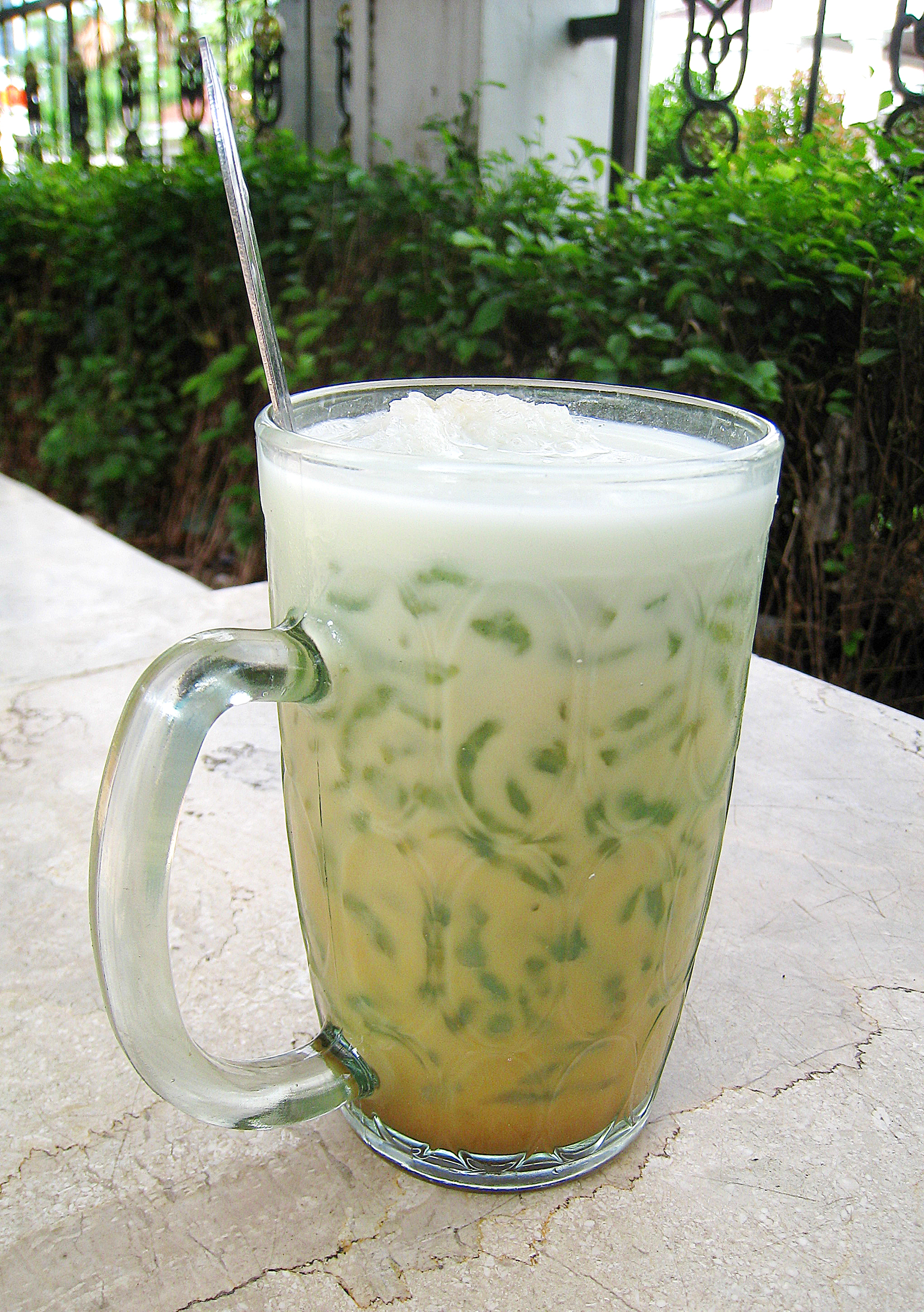
Ly chè bánh lọt

Chè bánh lọt là một món chè ngọt ăn lạnh. Món chè này phổ biến khắp Đông Nam Á và có ý kiến cho rằng xuất xứ từ Indonesia.

## Lịch sử

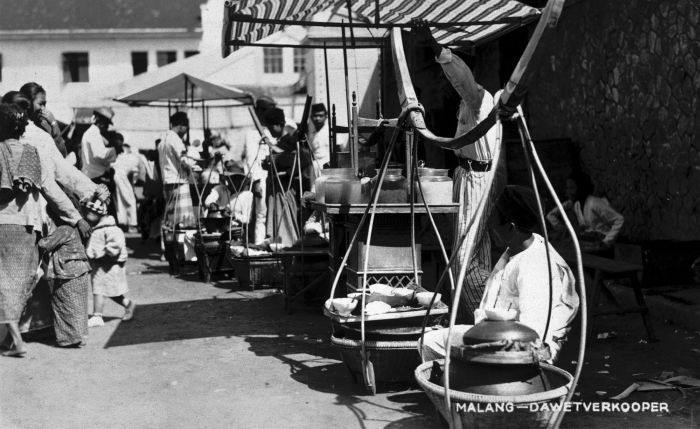
Một phiên chợ bán món cendol ở tỉnh Malang, phía đông Java năm 1935

Nguồn gốc của bánh lọt (cendol) không rõ ràng, và thức uống ngọt này được lan truyền rộng rãi trên khắp Đông Nam Á. Tuy nhiên, một gợi ý là cendol có nguồn gốc từ Java, Indonesia là dawet. Kỷ lục lâu đời nhất được đề cập về đồ uống ngọt dawet là bản thảo Kresnayana, có niên đại từ Vương quốc Kediri vào khoảng thế kỷ thứ 12 của Java. Nhà sử học cho rằng việc sử dụng sagoo hoặc bột gạo làm thành phần nước giải khát ngọt có thể xảy ra sớm trong xã hội nông nghiệp lúa gạo của Java cổ đại. Thật vậy, thạch cendol và các biến thể của nó là sản phẩm nông nghiệp nông thôn, vẫn được sản xuất theo truyền thống ở các làng Java. Ở Banjarnegara, Trung Java, dawet được phục vụ theo truyền thống mà không có đá. Ngày nay, tuy nhiên các viên đá hoặc đá bào bổ sung thường được thêm vào thức uống tráng miệng này. Điều này có thể gợi ý rằng ở Java nhiệt đới, dawet là một thức uống tráng miệng ngọt truyền thống có từ trước khi áp dụng công nghệ làm lạnh, vào đầu thế kỷ thứ 12. 
Cendol thường được phục vụ với đá, và được phát triển khi nước đá có sẵn. Nó có thể có nguồn gốc từ các thành phố cảng của Malaysia như Malacca và Penang, nơi công nghệ tàu lạnh của Anh sẽ cung cấp đá cần thiết.
Theo truyền thống của người Java, dawet hoặc cendol là một phần của lễ cưới truyền thống của người Java. Dodol dawet (tiếng Java cho cụm từ "bán dawet") được thực hiện trong lễ Midodareni, một ngày trước đám cưới. Sau khi tắm cô dâu siraman, cha mẹ sẽ bán dawet cho khách tham dự và người thân. Vị khách đã trả tiền cho dawet bằng cách sử dụng những đồng xu bằng đất nung sẽ được trao cho cô dâu như một biểu tượng cho thu nhập của gia đình. Ý nghĩa biểu tượng là hy vọng của cha mẹ rằng đám cưới ngày mai sẽ có rất nhiều khách tham dự, "nhiều như các loại thạch cendol được bán." Ở Dutch East Indies Java, những người bán hàng rong trên đường phố sử dụng pikulan (giỏ mang theo thanh cân bằng) thường được tìm thấy ở các thành phố của người Java, như có thể thấy trong bức ảnh cũ có niên đại từ khoảng năm 1935.
Cendol đã được Cục Di sản quốc gia Malaysia tuyên bố là thực phẩm di sản của Malaysia.

## Từ nguyên học
Từ "chendol" được đề cập lần đầu tiên vào năm 1932 như là một trong những thực phẩm có sẵn ở Kuala Lumpur như được ghi lại trong Dự án Hợp nhất Malay thu thập các tác phẩm của Malay. Dawet được tuyên bố là nguồn gốc của cendol; tên tiếng Java của "dawet" đã được ghi lại trong bản thảo tiếng Java đầu thế kỷ 19 của Serat Centhini, được sáng tác giữa năm 1814, 18181818 ở Surakarta, Trung Java. Trong tiếng Java, dawet đề cập đến toàn bộ hỗn hợp thạch xanh cendol, thường được làm từ aren sagoo hoặc bột gạo, nước cốt dừa và gula jawa lỏng (xi-rô đường cọ), đôi khi có thể thêm mít thái lát.
Có một niềm tin phổ biến rằng cái tên "cendol" có liên quan đến, hoặc có nguồn gốc từ từ jendol, liên quan đến thạch bột gạo giống như giun xanh sưng; trong tiếng Java, tiếng Sundan, tiếng Indonesia và tiếng Malay, jendol có nghĩa là "vết sưng", "phình", hoặc "sưng". Ở hầu hết các vùng của Indonesia, cendol đề cập đến thạch bột gạo xanh; trong khi pha chế của bột gạo xanh với nước cốt dừa, đá bào, đường cau và đôi khi mít thái hạt lựu được gọi là es cendol hoặc dawet (ở Trung và Đông Java).
Từ điển Indonesia mô tả cendol là một món ăn nhẹ làm từ bột gạo và các thành phần khác được hình thành bởi các bộ lọc, sau đó trộn với đường cọ và nước cốt dừa (cho nước giải khát). Từ điển tiếng Mã Lai Kamus Dewan định nghĩa tương tự nó là một thức uống giống như cháo với những sợi dài làm từ bột gạo trong nước cốt dừa và xi-rô đường.
Ở Việt Nam, loại bột gạo giống như giun này được gọi là bánh lọt hay "bánh qua". Bánh lọt là một thành phần phổ biến trong một thức uống tráng miệng của người Việt Nam gọi là chè, hay phổ biến hơn là ba màu. Ở Thái Lan, nó được gọi là lot chong (tiếng Thái:, phát âm là [lɔ̂ːt t͡ɕʰɔ̂ŋ]) có thể được dịch là "đi qua một lỗ", chỉ ra cách nó được tạo ra bằng cách ấn bột ấm qua rây vào một thùng chứa nước lạnh. Ở Miến Điện, nó được gọi là mont let saung hoặc မု န့ ် လက်. Ở Campuchia, nó được gọi là lot (ល ត / lɔːt /), bang-aem lot (បង្អែម ល ត / bɑŋʔaɛm lɔːt /), nom lot (នំលត / nɷm lɔːt /), và banh lot (បាញ់លត /baɲ lɔːt/). Người Thái đã mang món ăn này vào Việt Nam từ thế kỷ 18.

## Thành phần
Thành phần chủ yếu là bánh lọt, làm bằng bột gạo pha bột năng. Bánh lọt thường thêm phẩm màu xanh và hương vị của lá dứa. Chè khi ăn chan thêm nước cốt dừa và đá bào.
Một số biến thể cho thêm đậu đỏ, sầu riêng và ngô.
Ở Việt Nam, đậu xanh, đậu đỏ và bánh lọt là ba thành phần của chè ba màu trong khi ở Singapore chè bánh lọt cendol có khi thêm cả kem vani và sầu riêng.

## Bày bán món cendol
Cendol đã trở thành một phần tinh túy của ẩm thực ở Đông Nam Á và thường được bán bởi các nhà cung cấp tại các con đường, trung tâm bán hàng rong và các khu ẩm thực. Các nhà cung cấp Cendol gần như có mặt ở các thành phố của Indonesia, đặc biệt là Jakarta, Bandung và Yogyakarta. Ban đầu cendol hoặc dawet trong Java được phục vụ mà không có đá, nhưng sau khi giới thiệu công nghệ làm lạnh, cendol lạnh với đá bào (es serut) đã có sẵn và phổ biến rộng rãi.
Ở Indonesia và Malaysia, cendol thường được các nhà cung cấp bán bên vỉa hè. Nó thậm chí là món tráng miệng ở Singapore, được tìm thấy trong các quầy hàng tráng miệng, trung tâm thực phẩm, quán cà phê và khu ẩm thực.

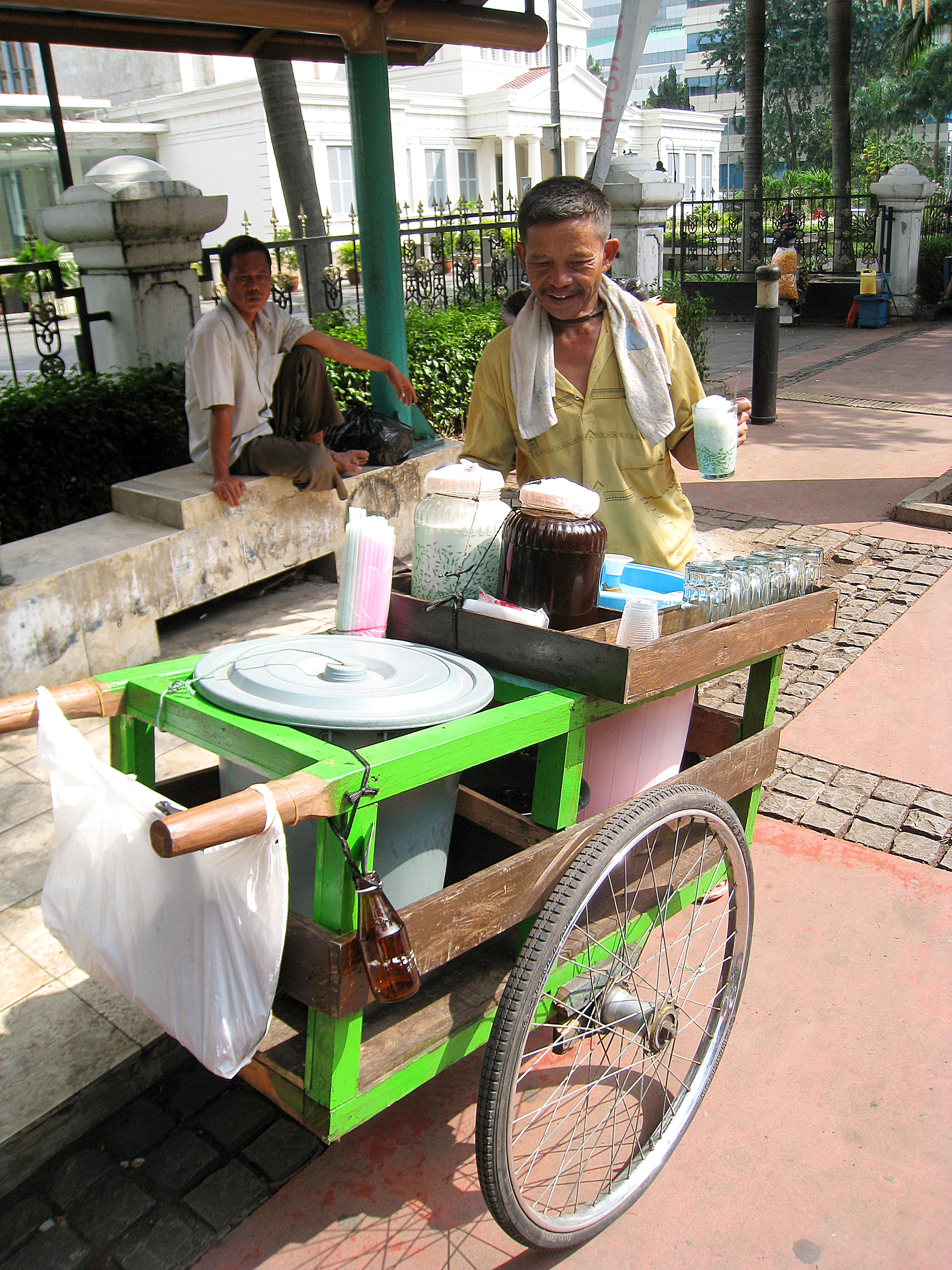
Một xe bán cendol ở Jakarta
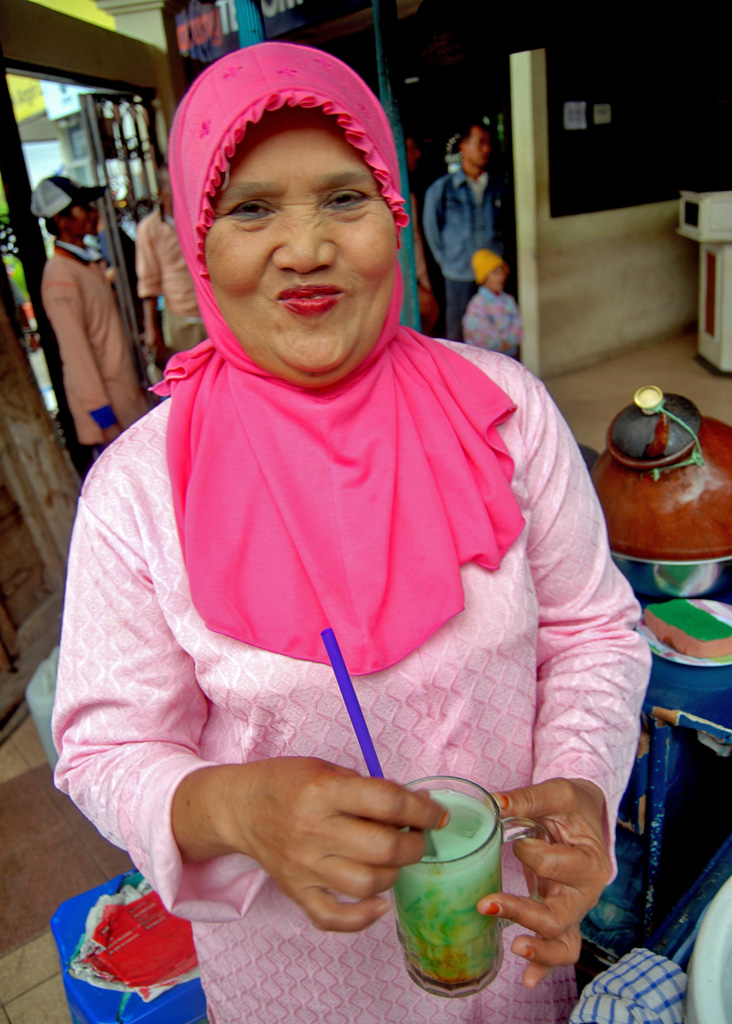
Dawet bán tại Surakarta, miền Trung Java
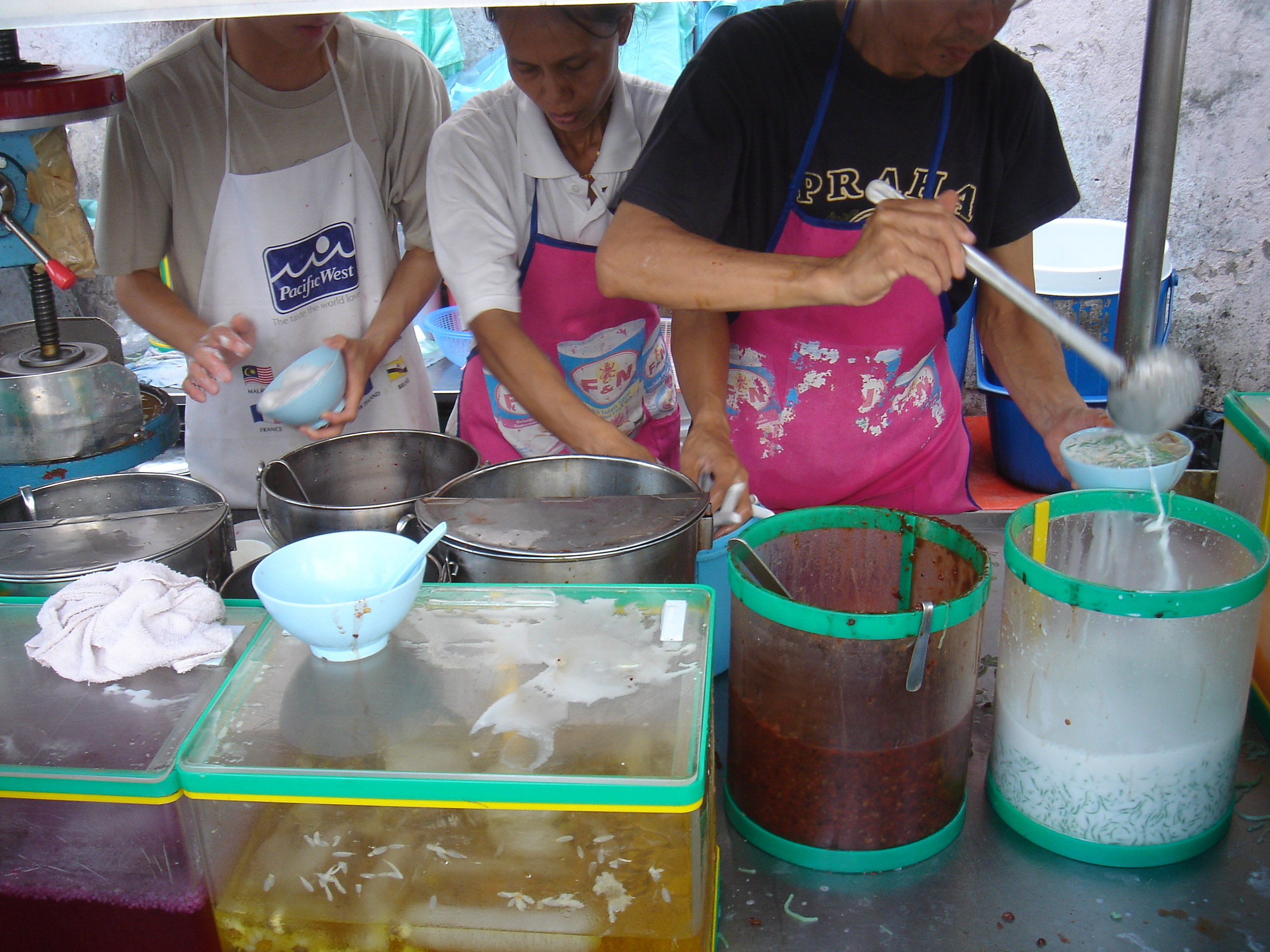
Cảnh nhân viên một quầy tráng miệng đang bán cendol cho khách tại Penang, Malaysia
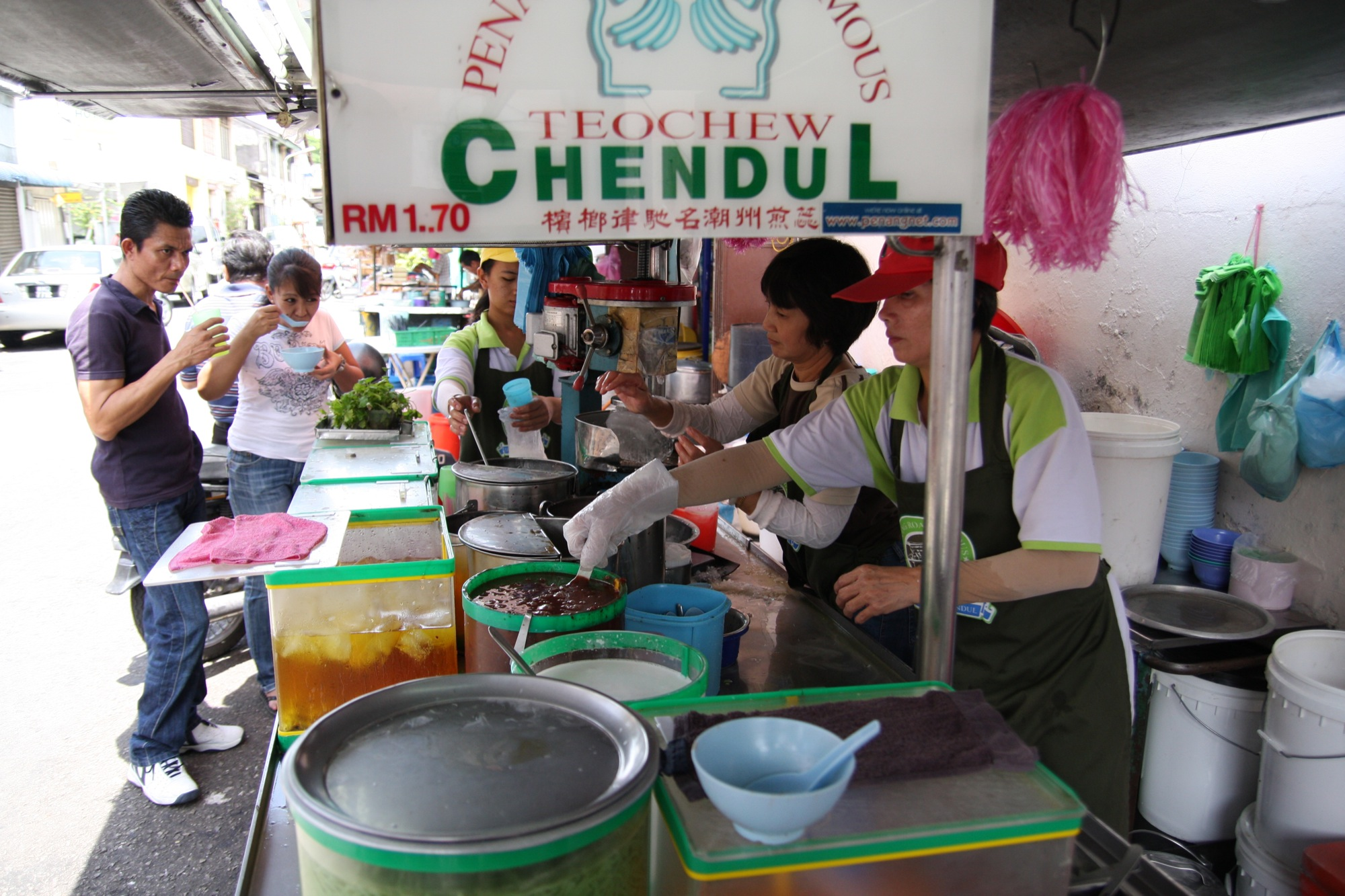
Quán chè chendul phong cách Triều Châu ở Penang